# Pianiste
Pour les articles homonymes, voir Pianiste (homonymie).
 (avril 2021).
Si vous disposez d'ouvrages ou d'articles de référence ou si vous connaissez des sites web de qualité traitant du thème abordé ici, merci de compléter l'article en donnant les références utiles à sa vérifiabilité et en les liant à la section « Notes et références ».

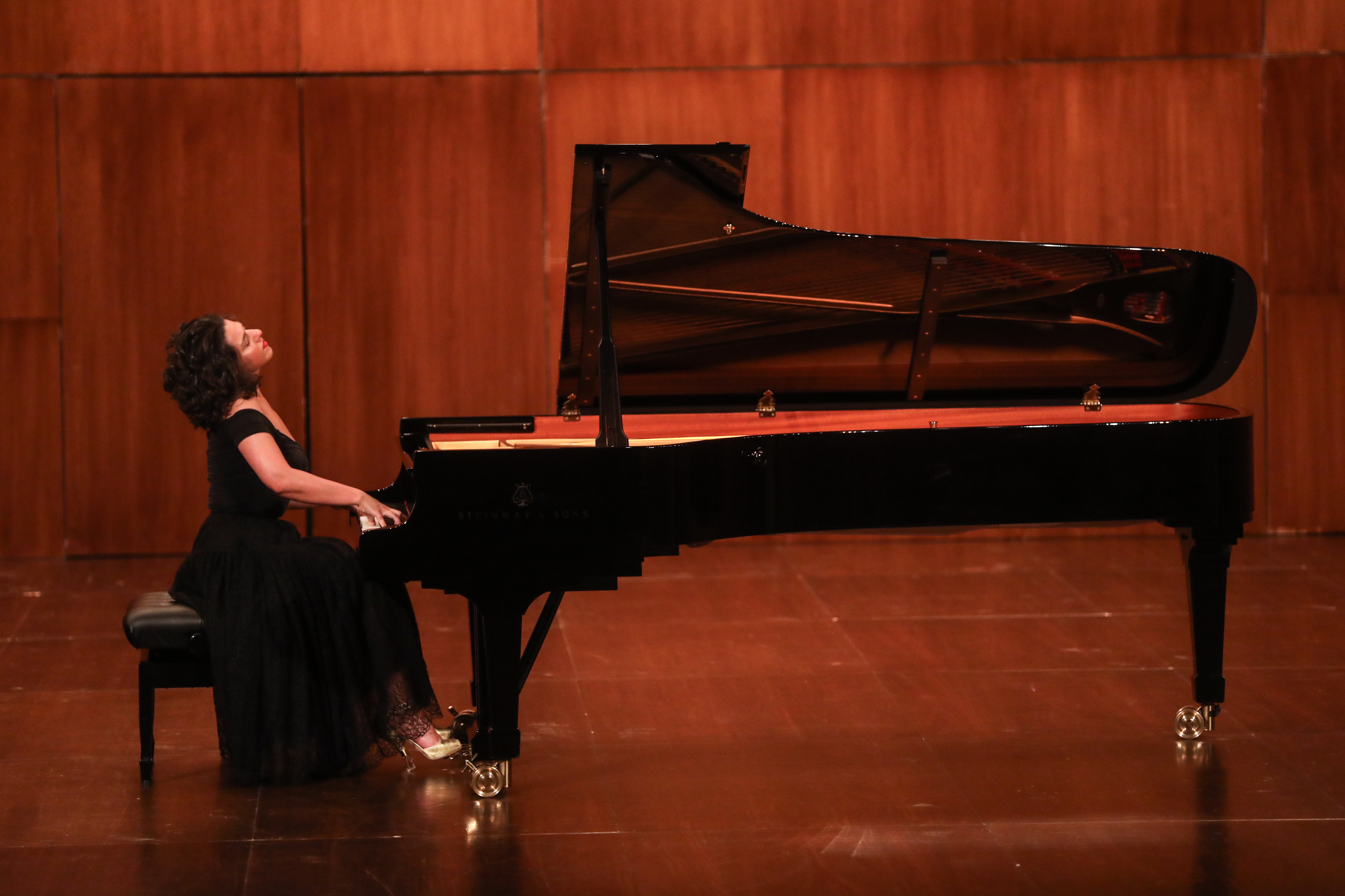
Khatia Buniatishvili en 2019.

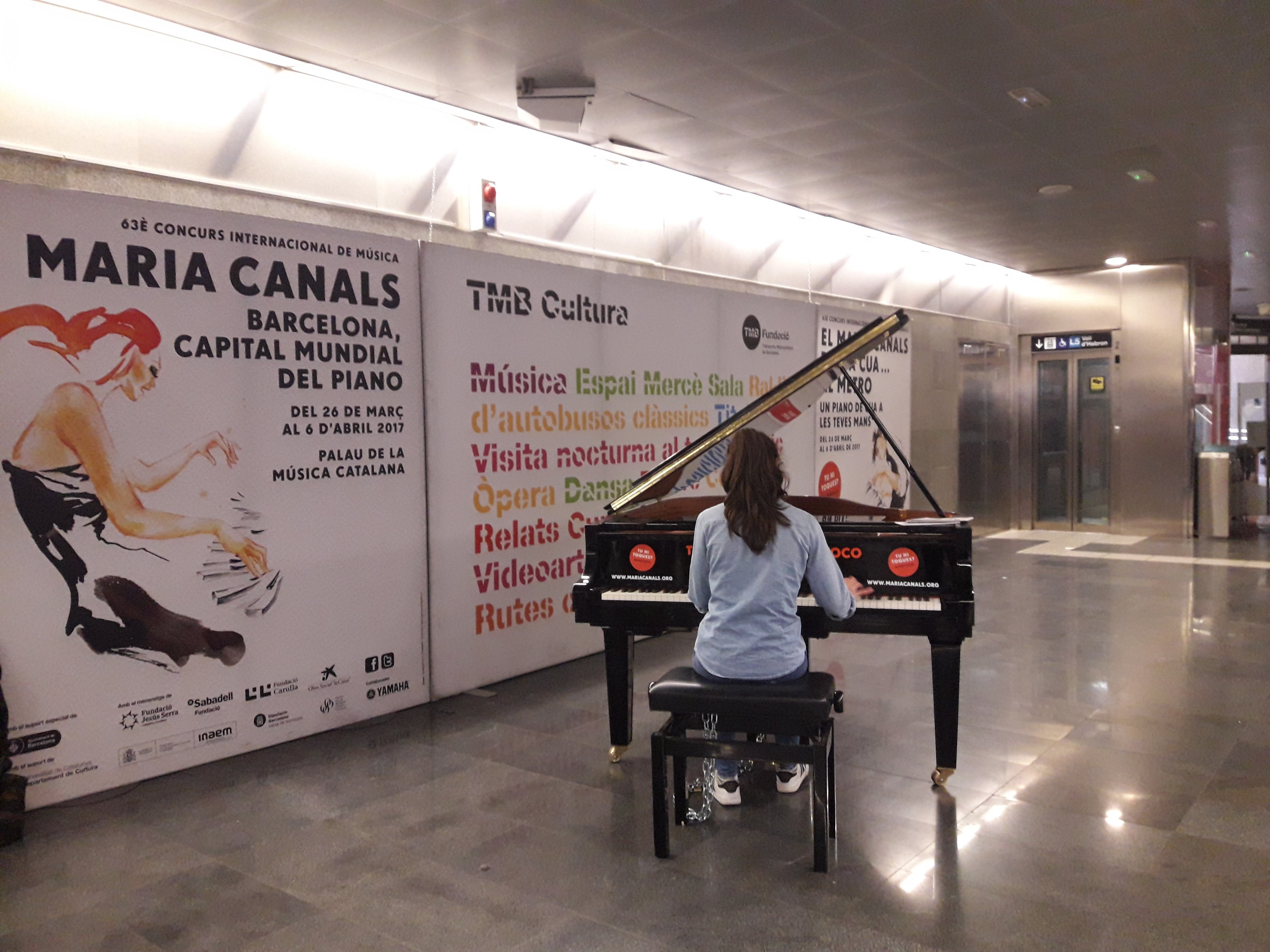
Une pianiste amatrice dans le métro de Barcelone.

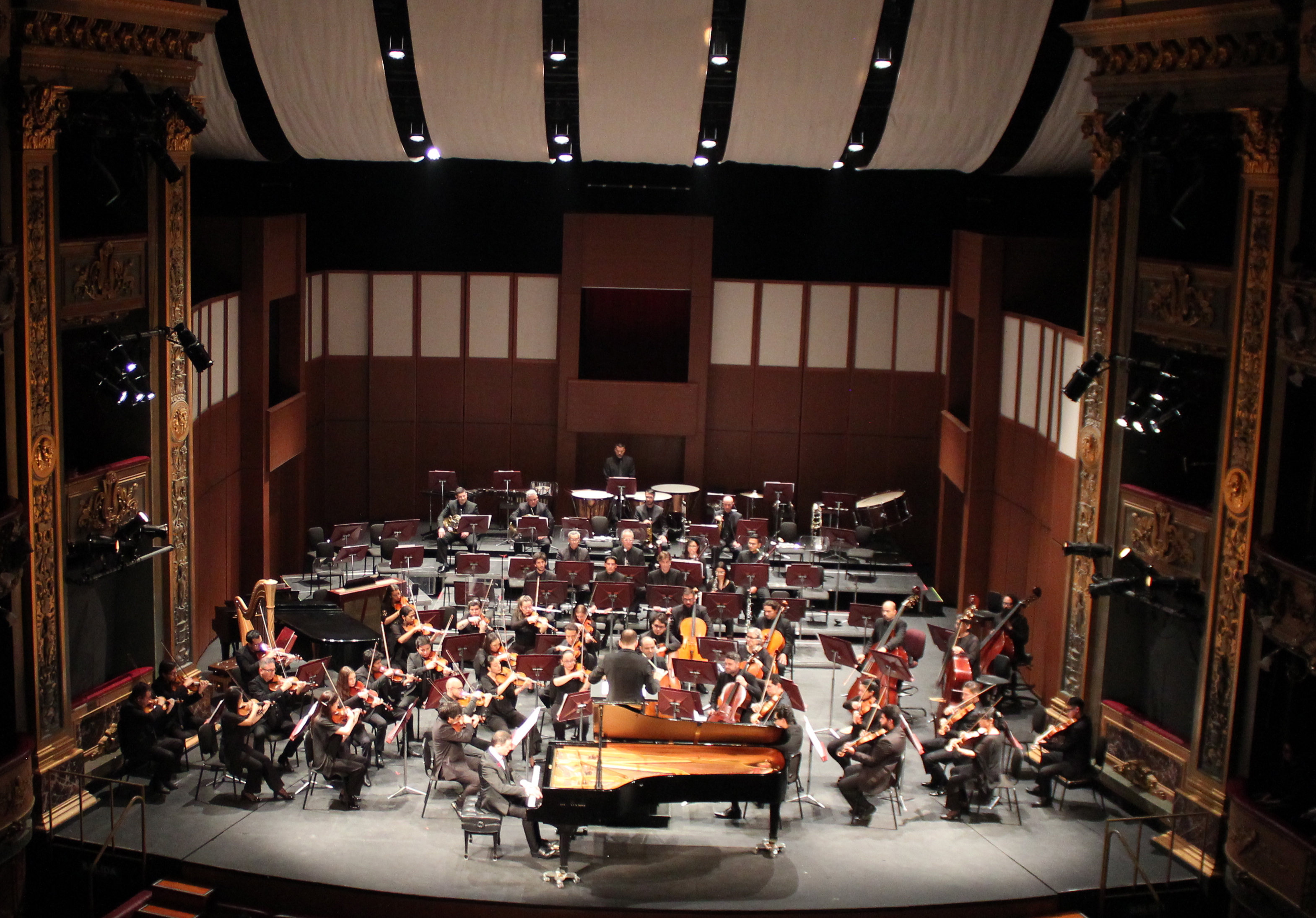
Giorgi Latso avec l' au Théâtre Colón de Bogota en 2020.

Un pianiste est un musicien qui joue du piano.
Un pianiste peut jouer des pièces en soliste ou être accompagné d'un second instrumentiste pour jouer du piano à quatre mains, jouer avec un orchestre ou au sein d'un ensemble de musique de chambre (généralement du duo au quintette) ou encore accompagner un ou plusieurs chanteurs ou instrumentistes.

## Formation
La formation classique d'un ou d'une pianiste commence dès son plus jeune âge, certains commençant dès 3 ans.
Comme pour tout autre instrumentiste, la formation inclut le solfège, l'histoire de la musique, l'analyse musicale et l'harmonie. Selon l'organisation du cursus des conservatoires, variable selon les pays, les pianistes peuvent se spécialiser en suivant d'autres cours, comme l'harmonie pratique ou l'accompagnement.

## Pianistes-compositeurs célèbres
Frédéric Chopin compte parmi les pianistes précoces qui ont ensuite fait du piano l'instrument privilégié dans la composition de leur répertoire. De nombreux compositeurs classiques renommés étaient eux-mêmes de bons pianistes. Par exemple, Wolfgang Amadeus Mozart (qui apprit d'ailleurs sur des clavecins et non des pianos), Ludwig van Beethoven, Franz Liszt, Frédéric Chopin, Robert Schumann, César Franck, Camille Saint-Saëns, Ferruccio Busoni, Sergueï Rachmaninov, Georges Enesco et Béla Bartók étaient tous des pianistes virtuoses.

## Répertoire
Certains pianistes concertistes accordent leur préférence à un compositeur en particulier et jouent principalement des œuvres de celui-ci, comme Wilhelm Kempff et Beethoven, Arthur Rubinstein et Chopin, György Cziffra et Liszt, Glenn Gould et Bach.

## Dans la culture non musicale

### Littérature
- Le Pianiste est une nouvelle d'Anton Tchekhov parue en 1885 ;
- La Pianiste est un roman d'Elfriede Jelinek publié en 1983 ;
- Le Pianiste est un roman autobiographique de 1945 écrit par Władysław Szpilman, dont est issu le précédent.

### Cinéma et télévision
Films :
- The Pianist est un film de Claude Gagnon sorti en 1991 ;
- La Pianiste est un film de Michael Haneke, avec Isabelle Huppert et Benoît Magimel sorti en 2001 ;
- Le Pianiste est un film franco-polonais de Roman Polanski sorti en 2002 ;
- Le Choix du pianiste est un film français réalisé par Jacques Otmezguine et sorti en 2025.

Téléfilms :
- Le Pianiste est un téléfilm avec Serge Reggiani sorti en 1998.

## Catégories connexes
- Catégorie:Pianiste par nationalité
- Pianiste par genre : blues, classique, jazz…
- Catégorie:Duo de pianistes